# Turkestan russe

Délimitation 1900

Le Turkestan russe (en russe: Русский Туркестан, Russkiy Turkestan) est la partie occidentale du Turkestan conquise par l'Empire russe. Son nom officiel était gouvernement général du Turkestan, puis à partir de 1867, kraï du Turkestan, depuis le règne d'Alexandre II, jusqu'au 30 avril 1918, date à laquelle il devient la République soviétique autonome du Turkestan.
Sa population comptait 5 280 983 habitants au recensement de 1897.

## Historique
À partir des derniers siècles av. J.-C., l’histoire de la région est marquée par les invasions de guerriers nomades originaire des monts Altaï. Il s’agit des Turcs.
L'oblast du Turkestan formée en 1865 entre dans le gouvernement général d'Orenbourg par un oukase du 11 (23) juillet 1867 renommé en gouvernement-général du Turkestan. Celui-ci est composé de deux oblasts (provinces) : l'oblast du Syr-Daria, dont la capitale est Tachkent (où se trouve la résidence du gouverneur-général), et l'oblast des Sept-Rivières dont la capitale est Verny (renommée ensuite en Alma-Ata, puis Almaty).

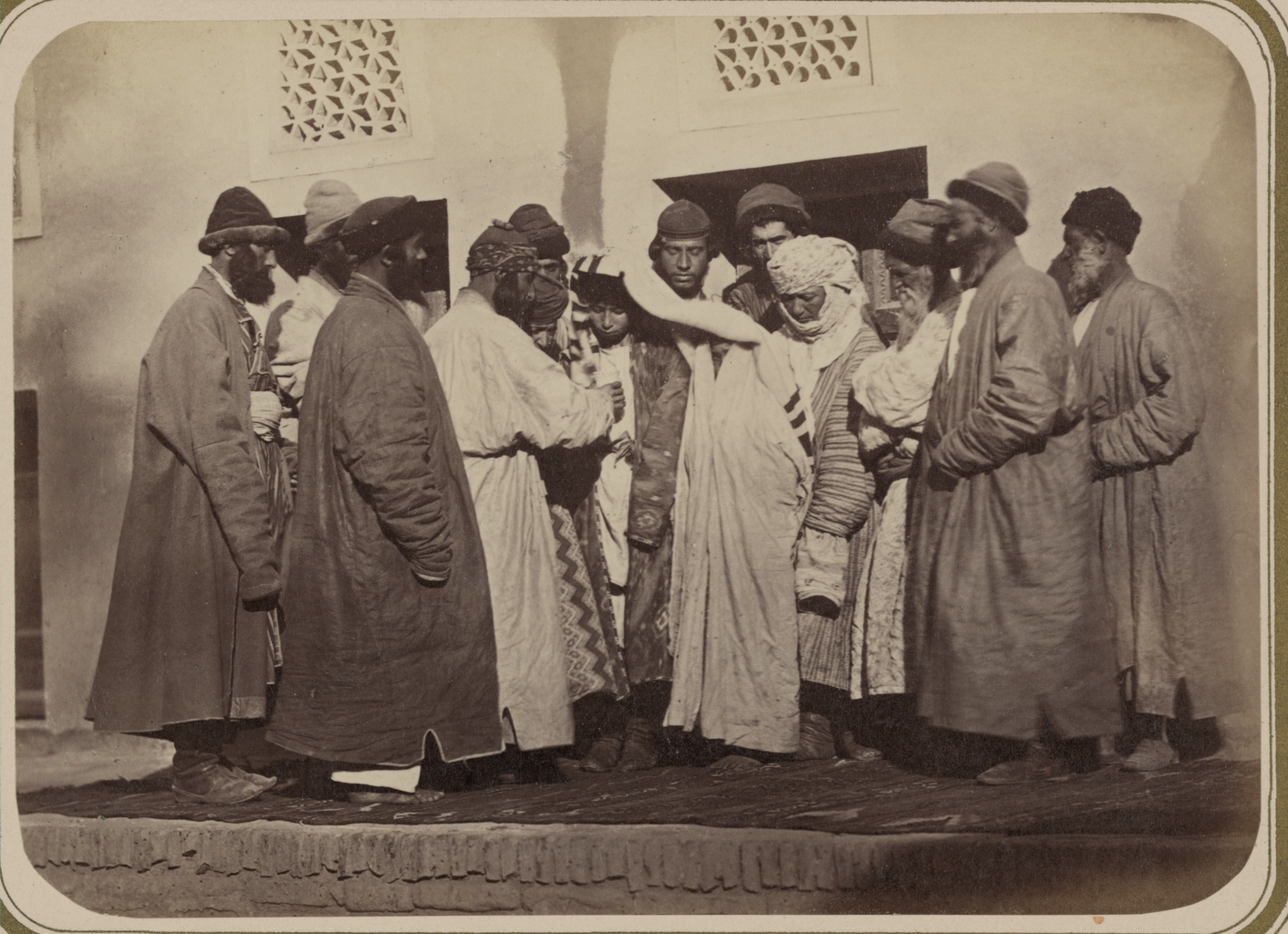
Mariage juif au Turkestan (avant 1872)

L'expansion russe au sud des steppes date du XVIIIe siècle, mais elle est relancée au milieu du XIXe siècle dans le cadre du Grand Jeu entre l'Empire russe et l'Empire britannique, ce dernier défendant ses positions au nord des Indes. Les troupes russes s'emparent du khanat de Kokand en 1852 avec la prise de la citadelle de Kyzylorda sur le Syr-Daria. En 1868, l'émirat de Boukhara (en vert sur la carte) est placé sous protectorat russe, ainsi que le khanat de Khiva en 1873. Ils ne font donc pas partie du territoire administré directement par la Russie et conservent une indépendance administrative strictement locale, mais leur souveraineté est contrôlée par la Russie. L'expansion russe se termine en 1884 avec la victoire contre les Turkmènes et la prise de Merv.
La colonisation des terres provoque l'arrivée de 1,2 million de paysans russes et d'autres nationalités de l'Empire (dont un certain nombre d'Allemands) et de 300 000 cosaques qui reçoivent souvent les meilleures terres, jusqu'alors traversées de tribus nomades. Dans les steppes, les colons russes forment parfois dans certains endroits 40 % de la population (avec les Sept-Rivières, où ils représentent 20 % de la population), mais en fait dans l'ensemble du Turkestan ils ne dépassent pas 5 %. La colonisation russe entraîne à partir de 1920 la sédentarisation forcée des Turkmènes.

### Dans la culture et dans l'art
- Vassili Verechtchaguine (1842-1904), Série du Turkestan (1871-1873)

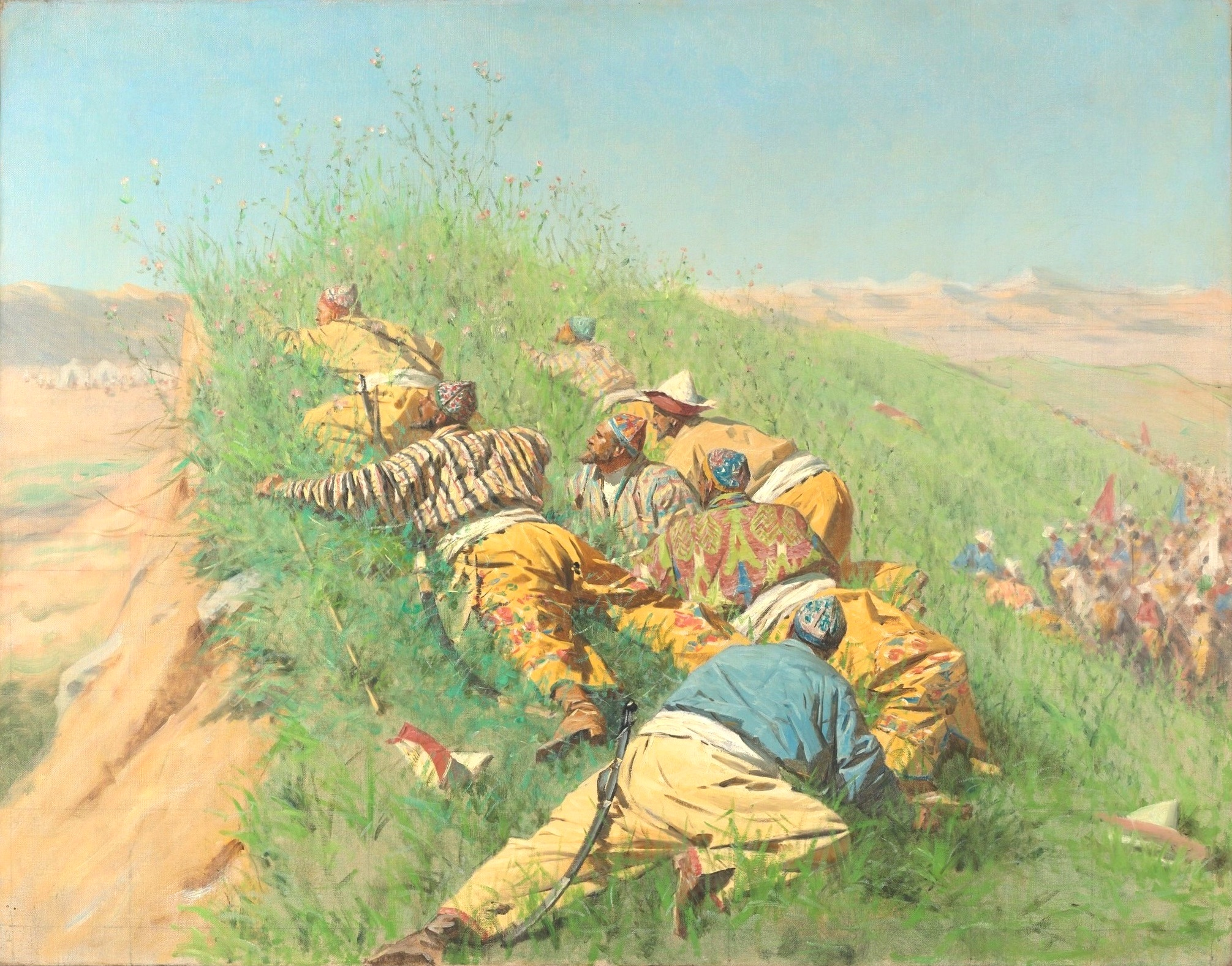
Repérages
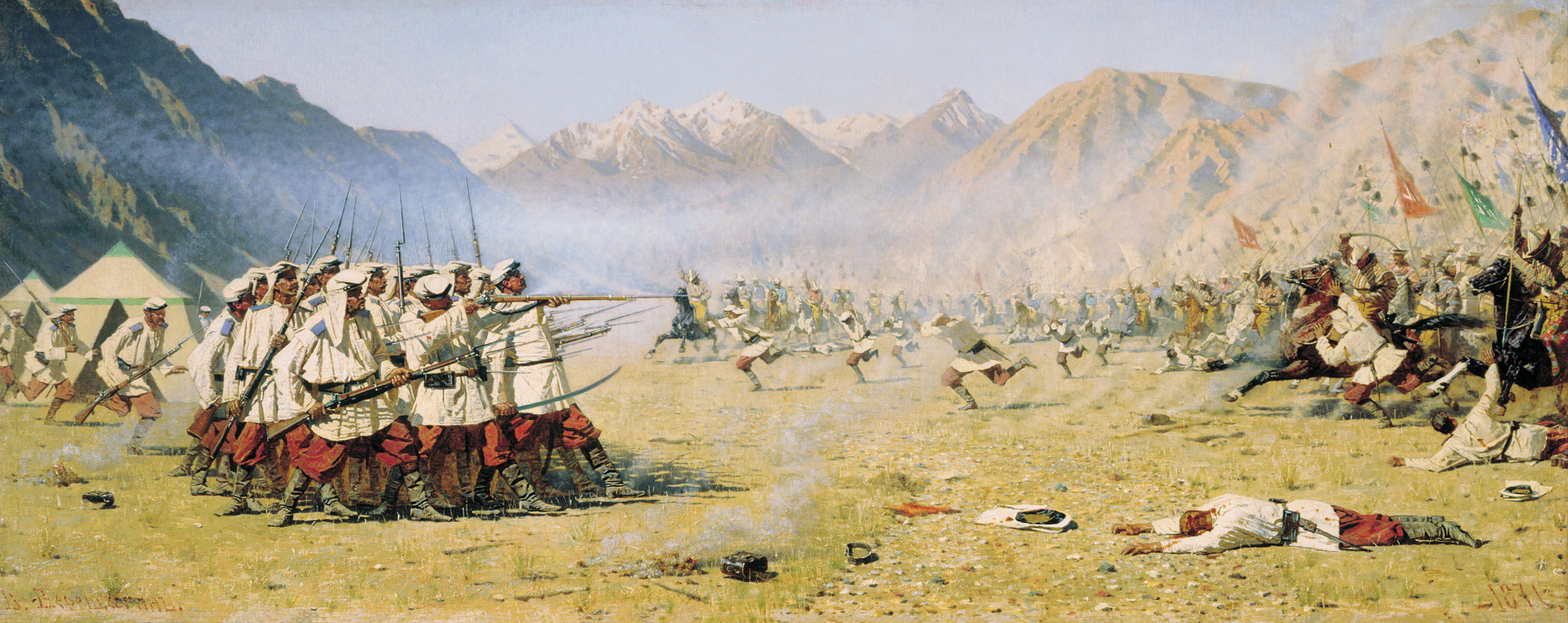
Attaque surprise, 1871
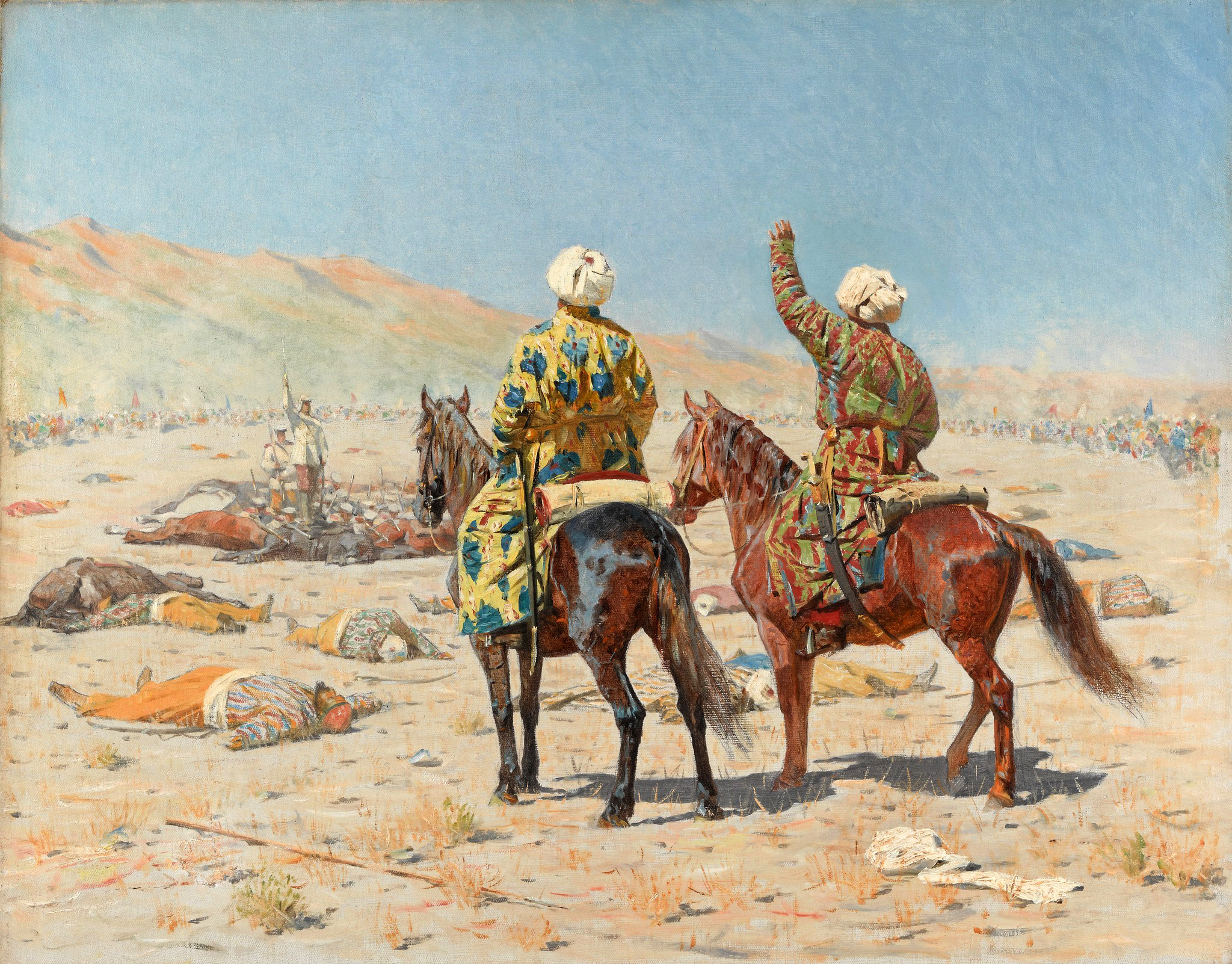
Pause pendant un combat, 1873
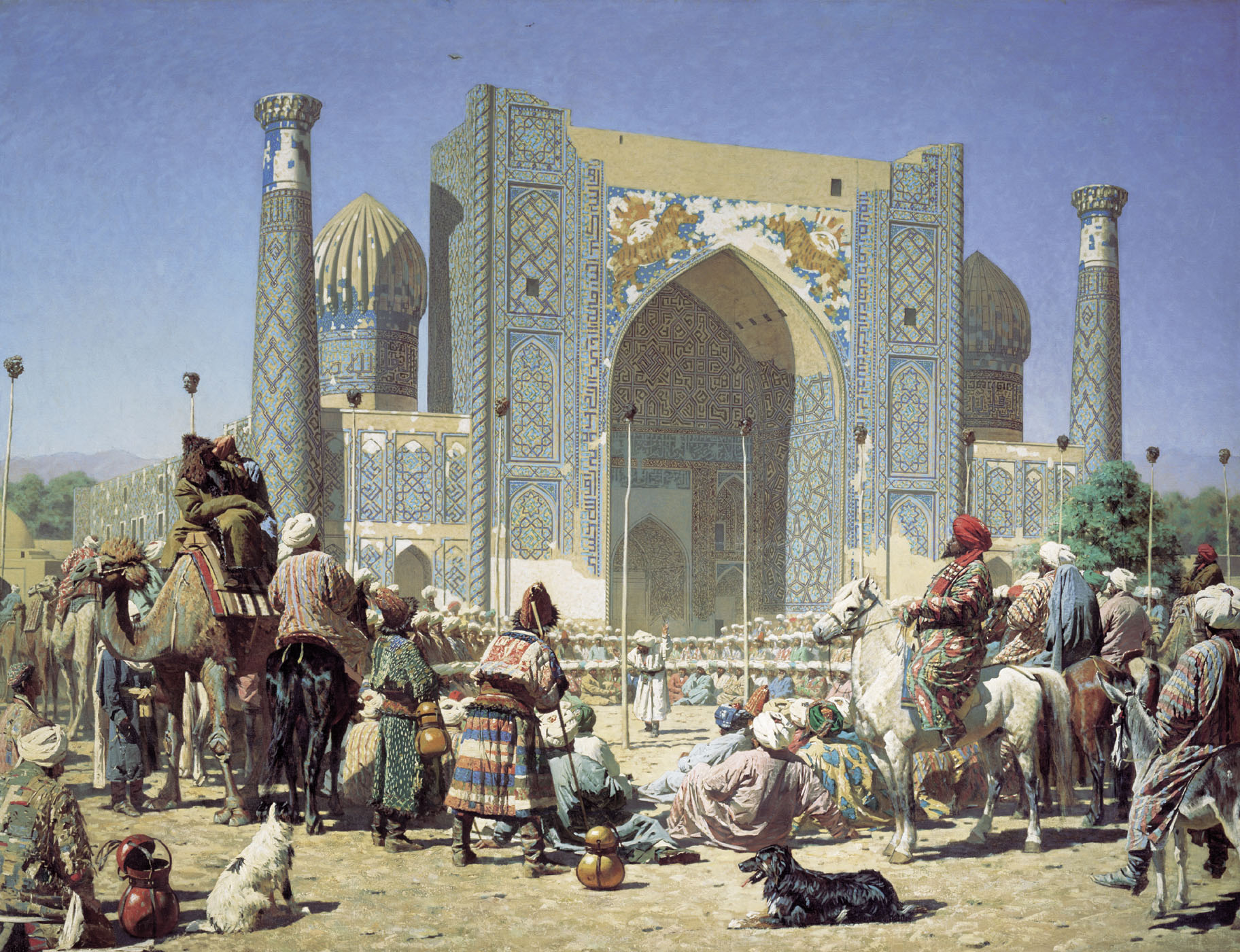
Leur victoire, 1872
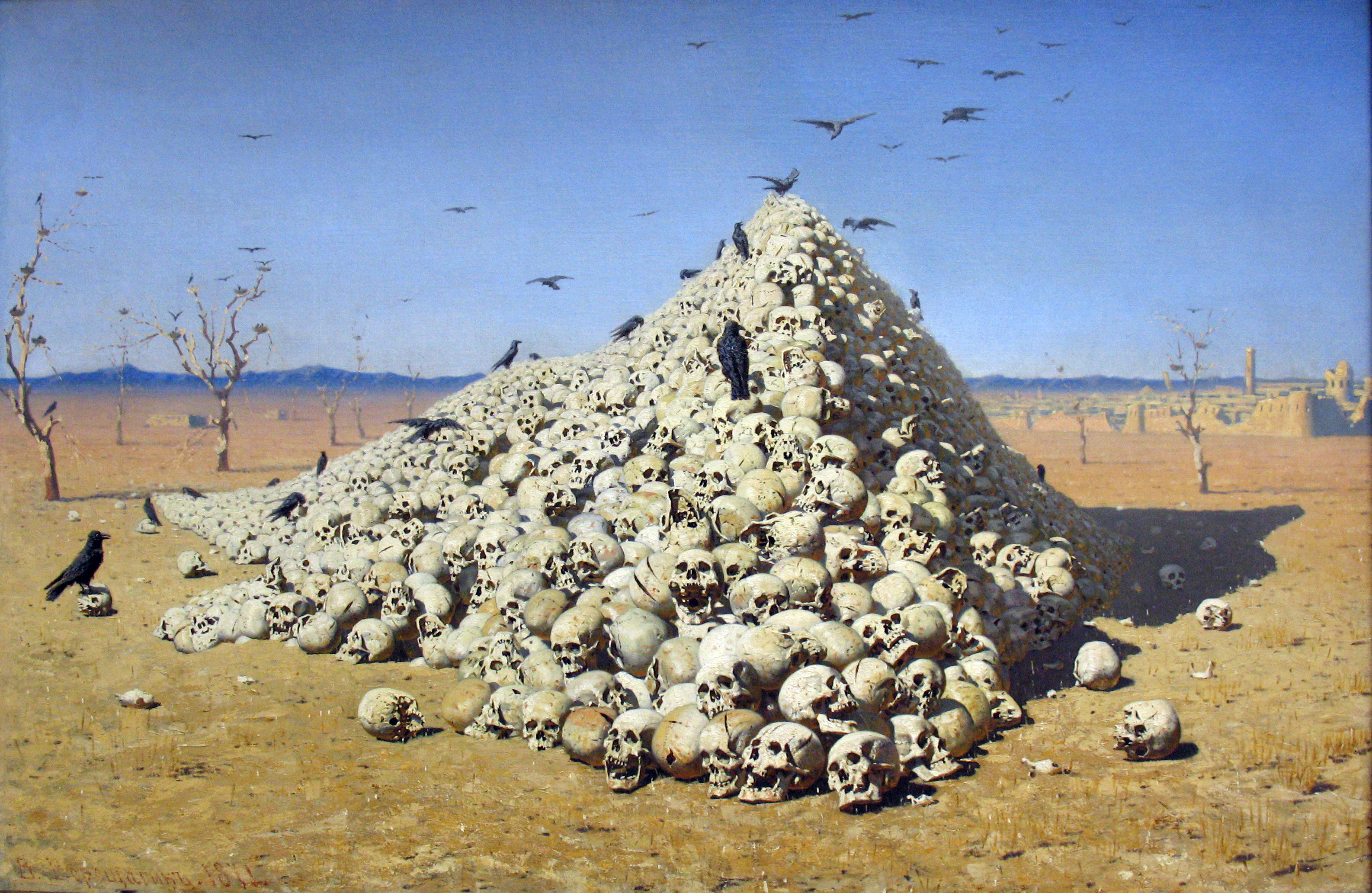
Apothéose de la guerre, 1871

## Divisions administratives
Par la suite, le gouvernement est divisé en cinq territoires administratifs :
- Oblast de Transcaspienne, capitale : Achgabat ; jusqu'en 1898 faisait partie du gouvernement général du Caucase ;
- Oblast de Samarcande, capitale: Samarcande ; jusqu'en 1886, c'était l'okroug du Zeravchan, ancienne partie orientale du khanat de Boukhara ;
- Oblast des Sept-Rivières, capitale : Verny ; entre 1882 et 1899, partie du Gouvernement général des Steppes (en) ;
- Oblast du Syr-Daria, capitale : Tachkent ;
- Oblast de Ferghana, capitale : Nouvelle-Marguelan (Skobelev) ; partie du khanat de Kokand, jusqu'en 1876.

## Liste des gouverneurs-généraux

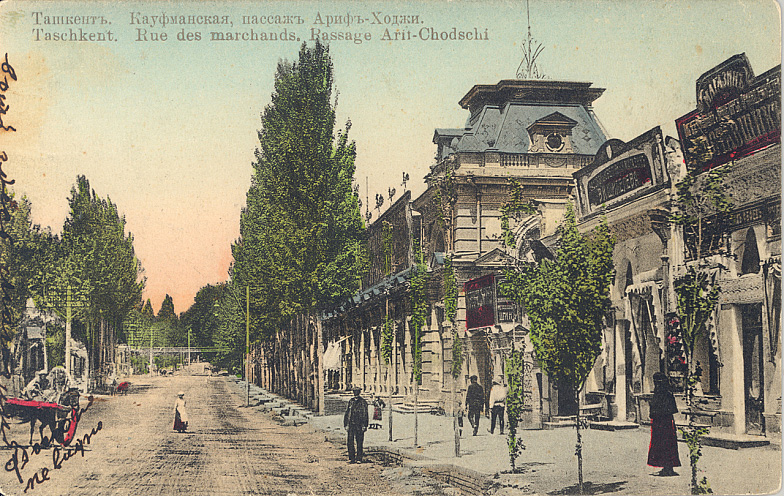
Vue de Tachkent au début du XXe siècle.

Le général-major Tcherniaïev est le premier gouverneur militaire de l'oblast du Turkestan du 13 février 1865 à 1866. Le général Golovatchov lui succède, jusqu'en juillet 1867, lorsque est formé le gouvernement général avec à sa tête les personnalités suivantes :
- Constantin von Kaufmann (1818–1882), du 14 juillet 1867 au 3 mai 1882
- Mikhaïl Tcherniaïev (1828–1898), du 25 mai 1882 au 21 février 1884
- Nikolai von Rosenbach (1836–1901), du 21 février 1884 au 28 octobre 1889
- Alexandre Vrevski (1834–1910), du 28 octobre 1889 au 17 mars 1898
- Sergueï Doukhovski (1838–1901), du 28 mars 1898 au 1er janvier 1901
- Nikolaï Ivanov (1842–1904), du 23 janvier 1901 au 18 mai 1904
- Nikolaï Teviachov (1841–1905), du 22 juin 1904 au 24 novembre 1905
- Dean Soubbotitch (1851–1920), du 28 novembre 1905 au 15 août 1906
- Nikolaï Grodekov (1843–1913), du 15 décembre 1906 au 8 mars 1908
- Pavel Michtchenko (1853–1919), du 2 mai 1908 au 17 mars 1909
- Alexandre Samsonov (1859–1914), du 17 mars 1909 à août 1914
- Fiodor Martson (1853–1916), d'août 1914 à juin 1916
- Alexeï Kouropatkine (1848–1925), du 21 juillet 1916 au 31 mars 1917

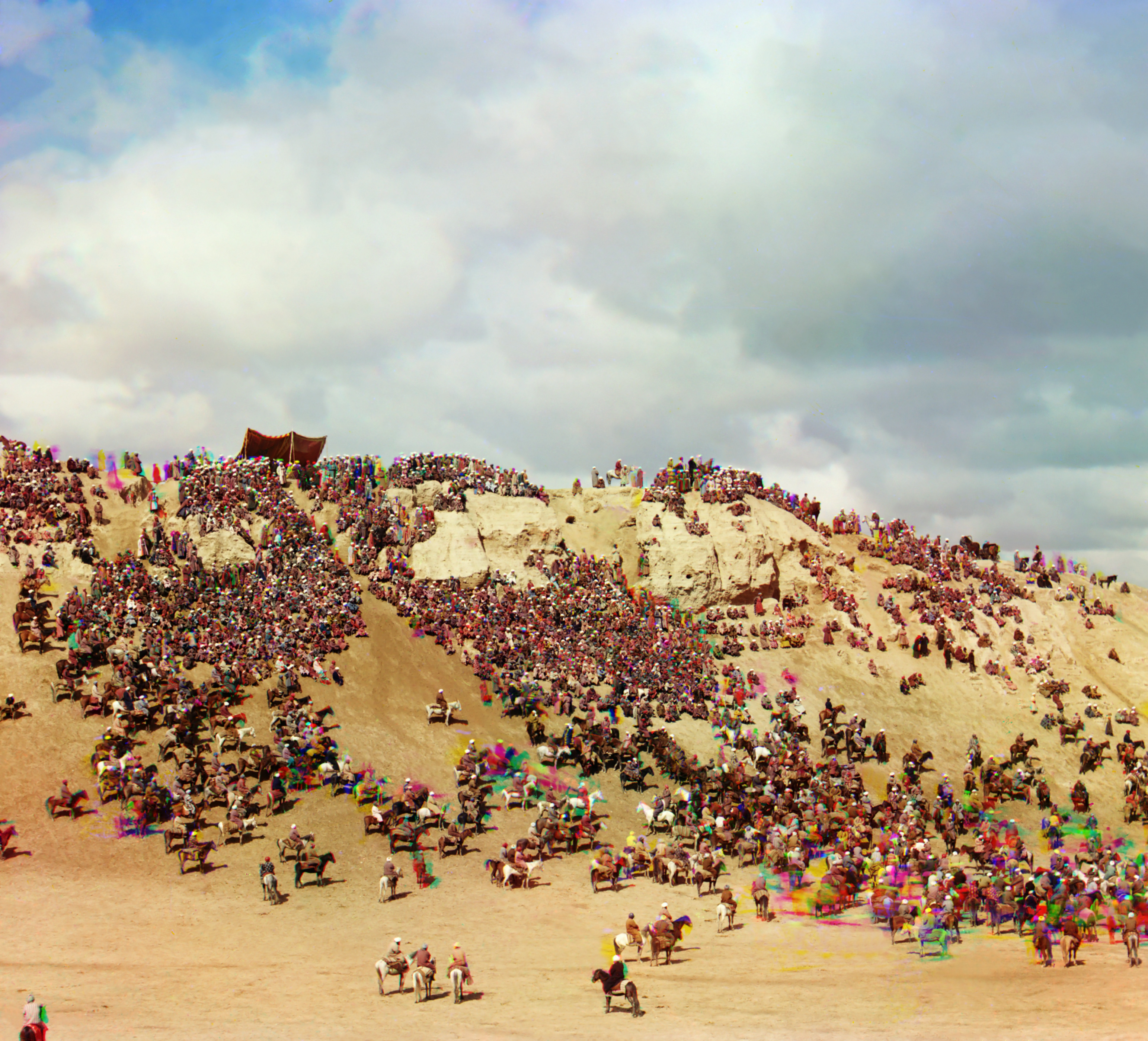
Rassemblement équestre, ou baïga, près de Samarcande en 1905. Photographie de Prokoudine-Gorski.